# René Toft Hansen
René Toft Hansen (født 1. november 1984 i Rybjerg) er en dansk håndboldspiller der spiller for den danske klub Bjerringbro-Silkeborg, som stregspiller. Han fik debut for Danmarks håndboldlandshold i 2005.

## Privat
Han er storebror til Henrik Toft Hansen, Majbritt Toft Hansen, Allan Toft Hansen og Jeanette Toft Hansen.

## Klubhold
Rene Toft begyndte at spille håndbold i Salling hos Hjerk-Harre-Roslev Håndboldklub af 1974, og rykkede senere til Skive fH og HF Mors i Nykøbing Mors.

### Viborg HK
I 2003 kom han til Viborg Håndboldklub der netop var rykket ned i 1. division. Træner Ulrik Wilbek skiftede i sommeren 2003 klubbens damehold ud med herreholdet, og han skulle stå i spidsen for en hurtig tilbagevenden til den bedste række. Her hentede han blandt andet Andreas Toudahl, Per Leegaard og René Toft Hansen som nye spillere til Viborg HK. I oktober 2004 forlængede Rene Toft og VHK kontrakten så den nu var gældende til sommeren 2008.
4 år efter Rene Tofts ankomst til Viborg kom klubben i finalen om Danmarksmesterskabet 2006/07 mod GOG Svendborg, men tabte samlet og fik sølvmedaljer. Rene Toft Hansen havde forinden meddelt at KIF Kolding havde købt ham fri af kontrakten med Viborg HK et år før den udløb.

### KIF Kolding
Rene Toft Hansen tiltrådte i KIF Kolding efter sommerpausen i 2007. I 2009 vandt han sammen med klubben det danske mesterskab og fik sølvmedaljer i 2010. I sæsonerne 2007/08 og 2008/09 spillede Toft europæiske kampe i Cup Winners' Cup. I hans sidste sæson i klubben deltog han i EHF Champions League turneringen, men Kolding blev slået ud i 1/8 finalen af det franske storhold Montpellier HB med en samlet score på 49–54.

### AG København
Den 10. februar 2010 offentliggjorde AG København og Rene Toft Hansen, at de fra sommeren 2010 have indgået en 2-årig kontrakt. AG København var på det tidspunkt en fusionsklub der fra sæsonen 2010-11 overtog de fleste af F.C. København Håndbolds spillere efter dennes lukning.

### THW Kiel
I 2012 tog han til THW Kiel i den tyske Bundesliga. Her var han i 2015-16 sæsonen klubkaptajn. Med Kiel vandt han det tyske mesterskab i 2013, 2014 og 2015 og den tyske pokal i 2013 og 2017.

### KC Veszprém
I 2018 tog han til den hungarske klub KC Veszprém. Her spillede han en enkelt sæson, hvor han vandt det ungarske mesterskab.

### Benfica
I 2019 tog han til Porgugal og Benfica.

### Bjerringbro-Silkeborg
I 2020 vendte han tilbage til Danmark og skrev kontrakt med Bjerringbro-Silkeborg. I oktober 2024 annoncerede han, at han ville indstille karrieren efter 2024-25 sæsonen.

## Landshold
Rene Toft Hansen fik debut på ynglingelandsholdet 29. juni 2001 og spillede frem til 2004 37 kampe og scorede 80 mål. Et halvt år efter skiftet til Viborg HK kom han på ungdomslandsholdet, da han 17. januar 2004 debuterede og Rene Toft nåede i alt at blive noteret for 39 kampe og 99 mål for U-holdet.
Han fik debut på det danske A-landshold den 7. september 2005.
I december 2010 blev han af landstræner Ulrik Wilbek forhåndsudtaget til den spillertrup der repræsenterede Danmark ved Verdensmesterskaberne 2011 i Sverige.